# Berantevilla
Berantevilla est une commune d'Alava située dans la communauté autonome du Pays basque en Espagne.

## Hameaux
La commune comporte les hameaux suivants :
- Berantevilla, chef-lieu de la commune, concejo qui comprend les hameaux de Escanzana et de Lacorzanilla ;
- Lacervilla, concejo ;
- Mijancas, concejo ;
- Santa Cruz del Fierro, concejo ;
- Santurde, concejo ;
- Tobera, concejo.